# Fernando Távora
Fernando Luís Cardoso de Meneses de Tavares e Távora, né le 25 août 1923 à Porto et mort le 3 septembre 2005 à Matosinhos, plus connu sous le nom de Fernando Távora, est un architecte et enseignant portugais. Il obtient son diplôme d’architecte à l’école des beaux-arts de Porto en 1952.

## Œuvres
- 1952-1954 : bloc d’habitation de l’avenue du Brésil, à Porto
- 1953-1959 : marché municipal de Santa Maria da Feira
- 1987 : réhabilitation du centre historique de Guimarães